# Campagne de Virginie septentrionale
Batailles
Campagne de Virginie Septentrionale
- Cedar Mountain
- Rappahannock Station
- Manassas Station
- Thoroughfare Gap
- Bull Run
- Chantilly

La campagne de Virginie septentrionale, également connue sous la dénomination de seconde campagne de Bull Run ou de seconde campagne de Manassas, est une série de combats qui se sont déroulés en Virginie, entre août et septembre 1862, sur le théâtre oriental de la guerre de Sécession. Le général Robert Lee, commandant l'Armée des États confédérés, fort des succès remportés pendant la bataille de Sept Jours lors de la campagne de la Péninsule, décide de pousser vers le nord en direction de Washington, la capitale fédérale, pour affronter et battre l'Armée de Virginie commandée par le major-général John Pope.
Craignant que les forces unionistes de Pope se joignent à celles de l'Armée du Potomac commandée par major-général George McClellan pour l'écraser, Lee envoie le major-général Thomas J. « Stonewall » Jackson vers le nord pour intercepter Pope qui avance vers Gordonsville.
Le 9 août, les adversaires se rencontrent une première fois à Cedar Mountain et les Confédérés sortent vainqueurs de la confrontation. Lee estime alors que l'armée de McClellan dans la péninsule de Virginie ne constitue plus une menace directe pour Richmond, la capitale confédérée. Il ordonne au reste de son armée, sous le commandement du major-général James Longstreet de suivre le mouvement de Jackson. Ce dernier conduit une manœuvre passant au large du flanc droit de Pope et s'empare d'un important dépôt de ravitaillement à Manassas Junction, sur les arrières de l'Union, parvenant à placer ses troupes entre Washington et celles de Pope.
S'installant sur une position très avantageuse à proximité du lieu où s'était déroulée la première bataille de Bull Run (Manassas I) Jackson repousse facilement les assauts nordistes du 29 août, alors que Lee et Longstreet le rejoignent sur le champ de bataille. Le 30 août, Pope attaque à nouveau, mais, surpris à la fois par Jackson et par Longstret, il doit se retirer en essuyant de lourdes pertes.
La campagne se termine sur une autre manœuvre de débordement menée par Jackson lors de la bataille de Chantilly initiée par Pope le 1er septembre.
Les manœuvres de Lee et de son Armée de Virginie du Nord contre les forces de Pope sont considérées comme un chef-d'œuvre de l'art militaire. L'historien 
John J. Hennessy écrivit « Lee a peut-être livré des combats plus brillants, mais cette campagne a été sa plus grande».

## Contexte et forces en présence
« Je vous arrive de l'Ouest, où nous avons constamment vu le dos de nos ennemis, je viens d'une armée dont le souci constant a été de débusquer l'adversaire, et de le battre quand il était découvert ; dont la ligne de conduite a été d'attaquer, et non de défendre… Regardons devant nous, et non pas en arrière. Le succès et la gloire résident dans l'offensive ; le désastre et la honte rôdent à l'arrière.
— John Pope, ordre aux officiers et soldats de l'Armée de Virginie, 14 juillet. »

### Union
En juin 1862, après l'effondrement de l'offensive de McClellan dans la Péninsule, à l'issue de la bataille de Sept Jours, le président des États-Unis Abraham Lincoln avait nommé John Pope à la tête de la nouvelle Armée de Virginie. Pope avait remporté quelques succès sur le théâtre occidental, et Lincoln cherchait un général plus combatif que McClellan.
Avec ses déclarations qui laissaient entendre que les soldats du front de l'est étaient inférieurs à ceux du front de l'ouest, Pope ne se fit d'amis ni parmi ses adjoints (ses trois commandants de corps d'armée lui étaient tous, théoriquement, supérieurs en grade), ni parmi les officiers subalternes. Certaines recrues, par contre, apprécièrent les accents agressifs de leur général.
Pour ce qui concerne l'Union, l'Armée de Virginie fut assemblée le 26 juin 1862 à partir d'unités opérant en Virginie, et dont la plupart avaient récemment été battues par Jackson :
- le Mountain Department du major-général John Charles Frémont ;
- le Département de la Rappahannock du major-général Irvin McDowell ;
- le Département de la Shenandoah du major-général Nathaniel Prentice Banks ;
- une brigade du District militaire de Washington du brigadier-général Samuel Davis Sturgis ;
- une division de Virginie-Occidentale du brigadier-général Jacob Dolson Cox.

La nouvelle armée fut divisée en trois corps d'infanterie de 51 000 hommes :
- I Corps du major-général Franz Sigel, remplaçant Frémont, qui avait refusé de servir sous Pope (qui lui était inférieur en grade) et avait démissionné ;
- II Corps, sous Banks ;
- III Corps, sous McDowell.

Les troupes de Washington commandées par Sturgis constituaient la réserve de l'armée.
Trois brigades de cavalerie — commandées respectivement par le colonel John Beardsley et les brigadiers-généraux John P. Hatch et George D. Bayard — étaient rattachées directement aux trois corps d'infanterie. L'absence de commandement unifié de la cavalerie se révéla néfaste durant la campagne.
Des éléments en provenance de trois corps de l'Armée du Potomac de McClellan (les III, V et VI corps), ainsi que le IXe corps du major-général Ambrose Burnside, commandé par le major-général Jesse L. Reno), se joignirent tardivement aux forces de Pope, amenant son effectif à 77 000 hommes.

### Confédération
Côté confédéré, le général Lee avait organisé son Army of Northern Virginia en deux « ailes » ou « commandements » de 55 000 hommes (l'identification de ces unités comme des « corps » ne sera autorisée par la législature confédérée qu'en novembre 1862).
« L'aile droite » était commandée par le major-général James Longstreet, la gauche par le major-général Stonewall Jackson. Une division de cavalerie commandée par le major-général James Ewell Brown Stuart était rattachée à l'aile de Jackson. L'organisation des Confédérés était beaucoup plus simple que celle dont Lee avait hérité pour livrer la bataille de Sept Jours ; il avait alors dû coordonner onze divisions, avec des ruptures de communications et des difficultés à exécuter correctement les plans de bataille qu'il avait conçus.
William Whiting, Theophilus Holmes, Benjamin Huger et John B. Magruder avait tous été réaffectés et le commandement réorganisé comme suit :
- L'aile de Jackson se composait de son ancienne Valley Army, de la division Stonewall (passé sous le commandement du brigadier-général Charles S. Winder), de la division du major-général Richard Stoddert Ewell, et d'une nouvelle unité commandée par le major-général Ambrose Powell Hill.

Longstreet avait dépêché sept divisions. Son commandement précédent avait été partagé en deux unités, commandées par les brigadiers-généraux Cadmus Wilcox et James Kemper.
Le major-général Richard Heron Anderson récupéra le commandement de la division de Huger, le brigadier-général John Bell Hood celle de Whiting.
Les brigadiers-généraux David Rumph Jones et Lafayette McLaws restèrent à la tête de leurs divisions, qui avaient appartenu à l'Armée de la Péninsule sous Magruder.
Le commandement du major-général Daniel Harvey Hill fut aussi transféré à Longstreet.
La South Carolina brigade du brigadier-général Nathan G. « Shanks » Evans's se joignit également à la campagne.
McLaws et Hill restèrent à Richmond, et Longstreet ne put emmener que cinq divisions au nord.

## Plans de campagne et premiers mouvements
Pope avait un nombre limité d'objectifs : protéger Washington et la vallée de Shenandoah ; éloigner les forces confédérées de celles de McClellan en se dirigeant vers Gordonsville.
Pope commença par dépêcher la cavalerie pour couper la ligne de chemin de fer du Virginia Central Railroad reliant Gordonsville, Charlottesville et Lynchburg. Arrivés avec du retard, les cavaliers de Hatch constatèrent que Stonewall Jackson avait occupé Gordonsville le 19 juillet, avec plus de 14 000 hommes. Après une seconde tentative, effectuée le 22 juillet et un second échec, Pope releva Hatch de son commandement et le réaffecta à la tête d'une brigade d'infanterie au sein d'une division du III Corps commandée par le brigadier-général Rufus King.
Encouragé par Abraham Lincoln, Pope poursuivait également un objectif plus large : pour la première fois, l'Union souhaitait mettre les populations confédérées à contribution et leur faire partager directement les souffrances de la guerre. Pope diffusa à son armée trois general orders à ce sujet. L'ordre no 5 ordonnait à l'armée de « vivre sur le pays », indemnisant les fermiers avec des bons payables, après la fin de la guerre aux seuls « citoyens loyaux des États-Unis ». Pour certains soldats, ces ordres conféraient implicitement le droit de voler et de piller. Les ordres no 7 et 11 traitaient du problème persistant des francs-tireurs confédérés qui opéraient à l'arrière des lignes de l'Union. Pope ordonnait que toute maison de laquelle on aurait fait feu sur les troupes de l'Union serait incendiée et ses occupants traités comme des prisonniers de guerre. Les officiers devaient « arrêter tout citoyen mâle déloyal à l'intérieur de leurs lignes ou à leur portée ». Les ordres de Pope différaient sensiblement de l'idée que McClellan se faisait de la guerre, et ces différences d'appréciation contribuèrent à alimenter l'animosité entre les deux hommes durant la campagne. Les autorités confédérées, quant à elles, s'indignèrent et Lee qualifia Pope de « mécréant », ajoutant qu'il devait « être supprimé ».
Sur la base de son expérience des Sept Jours, Lee avait conclu que McClellan n'attaquerait pas et qu'il pouvait dès lors retirer le gros des troupes qui protégeaient Richmond. Il put ainsi transférer Jackson sur Gordonsville pour y fixer Pope et protéger le centre de la Virginie. Mais Lee voyait plus loin : l'armée de l'Union était divisée entre Pope et McClellan et les deux blocs étaient séparés par une grande distance : Lee y vit une occasion de détruire Pope, puis de se retourner contre McClellan.
Le 26 juillet, Lee rencontra le capitaine John Singleton Mosby légende de la cavalerie et franc-tireur, qui venait de bénéficier d'un échange de prisonniers de guerre. Alors qu'il traversait la région d'Hampton Roads sous la garde de l'Union, Mosby avait pu observer une forte activité de transport naval qui l'avait conduit à conclure que les troupes du major-général Ambrose Burnside, qui avaient combattu en Caroline du Nord, étaient embarquées pour venir renforcer celles de Pope. Dès le lendemain, décidé à agir avant que ces renforts ne prennent position, Lee ordonna au major-général Ambrose Powell Hill de se joindre à Jackson avec ses 12 000 hommes, pendant que McClellan serait distrait par des bombardements d'artillerie et des mouvements de diversion.
McClellan fit avancer un détachement depuis Harrison's Landing vers Malvern Hill, et Lee se déplaça vers le sud pour parer à cette menace. Mais McClellan se ravisa finalement. Pensant, comme souvent, être très inférieur en nombre, il télégraphia à Washington pour demander au moins 50 000 hommes supplémentaires avant d'envisager une nouvelle attaque sur Richmond. Le 3 août, le général-en-chef Henry Wager Halleck ordonna à McClellan d'entamer son retrait définitif de la Péninsule et de regagner le nord de la Virginie pour y soutenir Pope. McClellan protesta et n'obtempéra pas avant le 14 août. L'Armée du Potomac regagna Washington, à l'exception d'une division du IVe corps , qui resta sur la Péninsule de Virginie.

## Batailles et mouvements

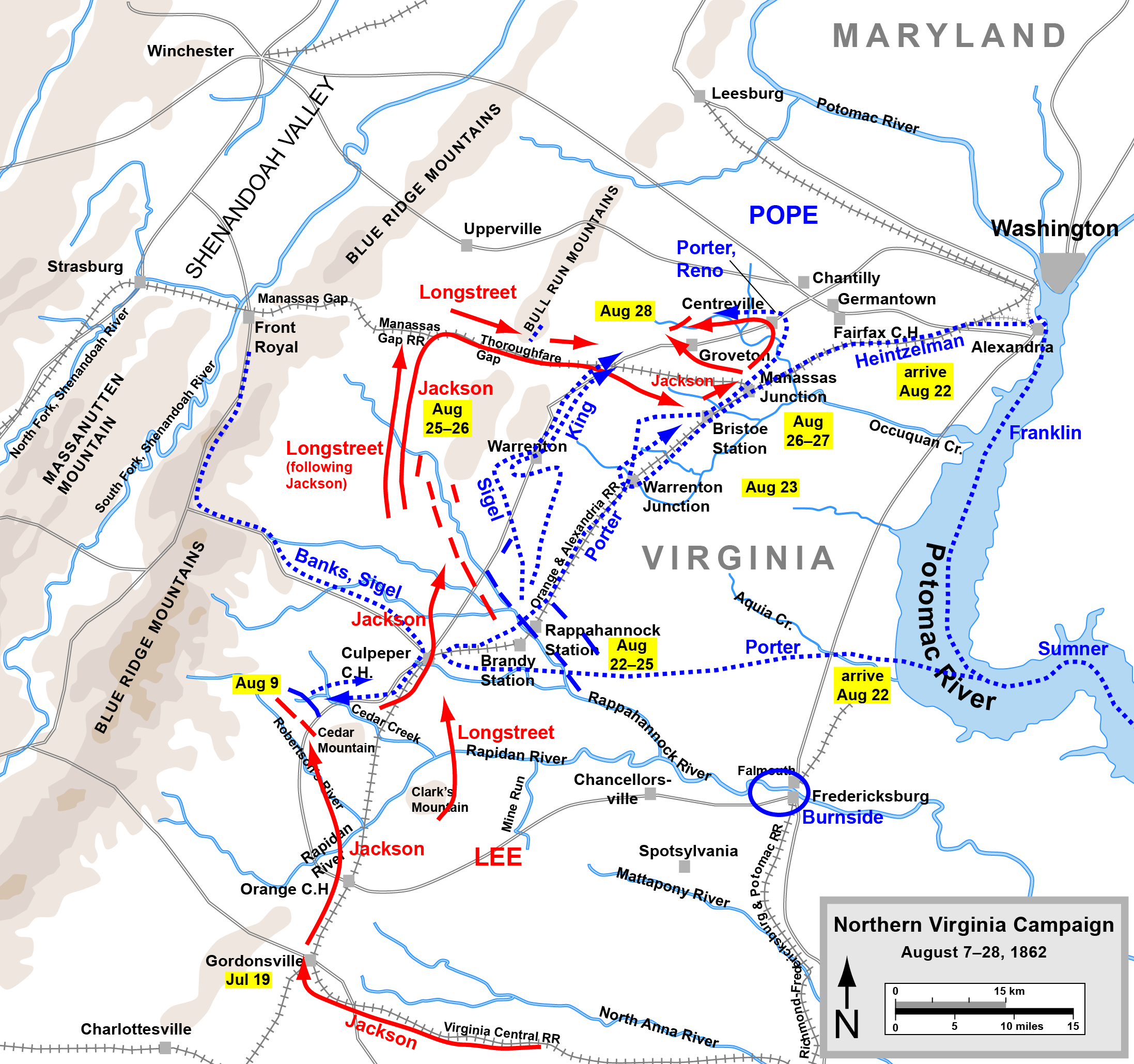
Campagne de Virginie septentrionale : 7-28 août 1862.
Confédérés
Union

Le 29 juillet, Pope transfère son quartier-général de Washington et se déploie sur le terrain. Halleck l'informe d'un plan qui prévoit de le réunir à l'armée de McClellan, mais plutôt qu'attendre cette éventualité, Pope déplace ses forces vers une position située à proximité de Cedar Mountain, d'où il pense pouvoir lancer des raids de cavalerie sur Gordonsville. Le 7 août, Jackson avance jusqu'à Culpeper Court House espérant pouvoir engager un des corps de l'armée de Pope avant que le reste de ses forces ne soient réunies.

### Cedar Mountain
Le 9 août, le corps commandé par Nathaniel Banks attaque Jackson à Cedar Mountain et prend tout d'abord l'avantage. Côté confédéré, le brigadier-général Charles S. Winder est tué, et sa division décimée. La contre-attaque emmenée par le major-général A. P. Hill repousse Banks de l'autre côté de Cedar Creek. Mais l'avance de Jackson est stoppée par une division de l'Union commandée par le brigadier-général James B. Ricketts. Jackson se rend alors compte que les différents corps de l'armée de Pope sont maintenant rassemblés et que les plans visant à les défaire séparément sont caducs. Il tient sa position jusqu'au 12 août, puis se replie sur Gordonsville.

### Lee avance sur la Rappahannock
Le 13 août, Lee demande à Longstreet d'aller soutenir Jackson et, le jour suivant, après s'être assuré que McClellan a bien quitté la Péninsule, il envoie le reste de son armée à son adjoint, à l'exception de deux brigades. Lee arrive à Gordonsville le 15 pour prendre le commandement des opérations. Il concentre son Armée de Virginie au sud de Clark's Mountain et prépare un mouvement tournant pour défaire Pope avant que l'armée de McClellan ne puisse venir le soutenir. Son plan prévoit d'envoyer sa cavalerie vers le nord et la rivière Rapidan, le 18 août, sous le commandement de Stuart, suivi du reste de l'armée, protégée des regards par Clark's Mountain. Stuart doit traverser la Rapidan et détruire le pont de chemin de fer à Somerville Ford, puis contourner le flanc droit de Pope pour se placer dans le dos de l'ennemi et lui couper toute possibilité de retraite. Le plan est finalement abandonné, par suite de problèmes logistiques et de retards dans les mouvements de la cavalerie.
Les 20 et 21 août, Pope se retire sur les rives de la Rappahannock. Il connaît les plans de Lee, car un raid de cavalerie lui a permis de se procurer une copie des ordres du général confédéré. J.E.B. Stuart est presque capturé pendant le raid, y laissant sa cape et son célèbre chapeau à plumet. Il réplique le 22 août en lançant un raid contre le quartier-général de Pope à Catlett's Station, s'emparant de l'uniforme d'apparat du commandant nordiste. En effectuant son raid, Stuart découvre que le flanc droit de l'Union est vulnérable à un mouvement tournant, bien que les intempéries et les inondations rendent celui-ci difficile. Il découvre également les plans de l'Union destinés à renforcer Pope et qui vont porter son effectif à 130 000 hommes, plus du double de celui de l'armée de Lee.

### Escarmouches sur la Rappahannock
Du 22 au 25 août, les deux armées s'accrochent dans des engagements mineurs sur les rives de la Rappahannock, à Waterloo Bridge, Lee Springs, Freeman's Ford, et Sulphur Springs, au prix de quelques centaines de pertes.
L’enchaînement de ces escarmouches focalise l'attention des deux armées le long de la rivière. Mais les intempéries ont élevé le niveau des eaux et Lee ne parvient pas à traverser le courant. Pope envisage lui aussi de franchir la Rappahannock pour attaquer le flanc droit de Lee, mais il est immobilisé par la crue. Pendant ce temps, les renforts provenant de l'Armée du Potomac commencent à arriver de la Péninsule : le III Corps du major-général Samuel P. Heintzelman, le V Corps du major-général Fitz-John Porter et des éléments du VI Corps du brigadier-général George W. Taylor.
Face à cette nouvelle configuration, Lee conçoit un autre plan : il dépêche Jackson et Stuart, avec la moitié de son armée pour couper la ligne de chemin de fer du Orange & Alexandria Railroad qui sert à Pope de ligne de communication. L'objectif est de forcer Pope à se retirer et de le battre pendant qu'il est en mouvement et vulnérable. Jackson se met en route le 25 août et atteint Salem (aujourd'hui Marshall) la même nuit.

### Raid sur Manassas Station

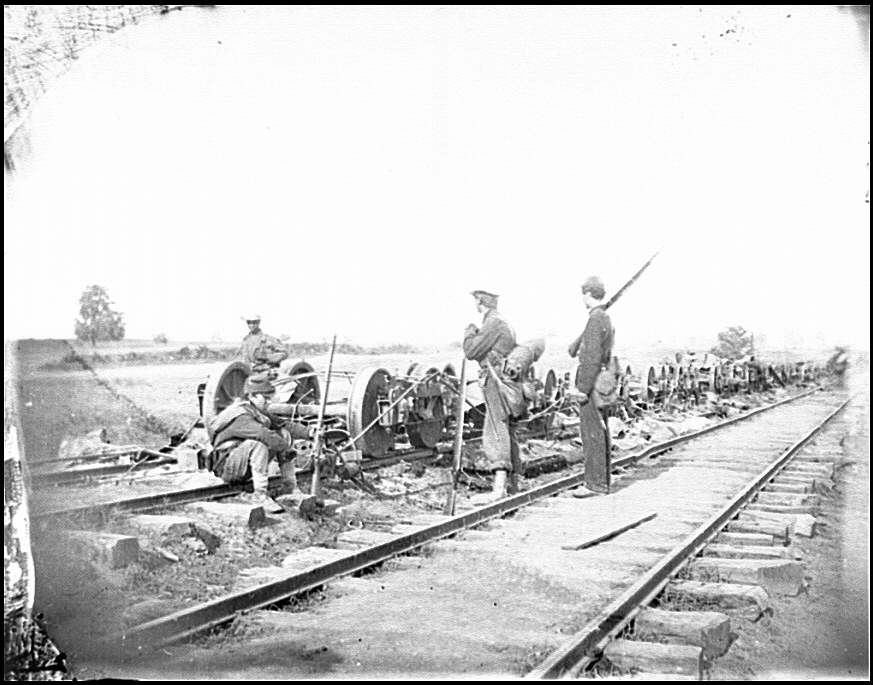
Soldats de l'Union sur la ligne de chemin de fer Orange & Alexandria Railroad.

Dans la soirée du 26 août 1862, après être passé sur le flanc droit de Pope en empruntant la passe du Thoroughfare Gap, l'aile de l'armée sudiste confiée à Jackson frappe la ligne de chemin de fer du Orange & Alexandria Railroad à Bristoe Station et, avant le lever du jour suivant, reprend sa route pour s'emparer d'un important dépôt de ravitaillement de l'Union à Manassas Junction. Pope, pris par surprise, doit battre en retraite et abandonner ses positions sur la Rappahannock. Le 27 août, Jackson met en déroute une brigade du New Jersey appartenant au VI Corps près du pont de Bull Run, blessant mortellement son commandant, George W. Taylor.
La division confédérée du major-général Richard Stoddert Ewell livre un combat d'arrière-garde contre la division du major-général Joseph Hooker à Kettle Run, faisant quelque 600 victimes. Ewell retient les forces de l'Union jusqu'à la tombée du soir. Dans la nuit du 27 au 28 août, Jackson fait marcher ses divisions vers le nord en direction du champ de bataille de la première bataille de Bull Run (Manassas I), où il prend position derrière le talus d'une voie de chemin de fer inachevée.

### Bataille de Thoroughfare Gap
Après quelques escarmouches à proximité de Chapman's Mill, près de la passe du Thoroughfare Gap, une division de l'Union commandée par Ricketts se trouve flanquée, le 28 août, par une colonne passant par le col d'Hopewell Gap à plusieurs miles au nord et par les troupes gardant les hauteurs du Thoroughfare Gap. Ricketts bat en retraite, et l'aile de l'armée commandée par Longstreet passe par le col pour rejoindre Jackson. Cet événement apparemment anodin, en permettant aux deux ailes de l'armée de Lee de se réunir à Manassas, signe la future défaite de Pope lors de journées du 29 et du 30 août. Ricketts fait retraite, via Gainesville, vers Manassas Junction.

### Seconde bataille de Bull Run (Manassas)

Seconde bataille de Bull Run : actions du 29-30 août.

Du 28 au 30 août est livré le combat majeur de la campagne, la seconde bataille de Bull Run (Manassas II).
Le 28 août, pour attirer Pope sur le champ de bataille, Jackson ordonne une attaque sur une colonne fédérale qui passe, à proximité du front, sur la route de Warrenton, déclenchant, à proximité de Brawner's Farm, un combat qui dure plusieurs heures et se termine de manière indécise.
Pope, convaincu qu'il a encerclé Jackson, concentre le gros de son armée contre lui. Le 29 août, il lance une série d'attaques contre les positions de Jackson le long du talus de chemin de fer. Les soldats de l'Union sont repoussés avec de lourdes pertes de part et d'autre. À midi, Longstreet, arrivant du Thoroughfare Gap, rejoint le champ de bataille et se place sur l'aile droite de Jackson.
Le 30 août, apparemment ignorant de l'arrivée de Longstreet, Pope renouvelle ses attaques. L'artillerie confédérée ayant décimé le corps d'armée de Porter au moment où il monte à l'assaut, les 28 000 hommes composant l'aile commandée par Longstreet lancent l'assaut le plus massif de toute la guerre. L'aile gauche de l'Union est écrasée et l'armée repoussée jusqu'à Bull Run. L'armée de l'Union échappe de justesse à la répétition du désastre du premier Bull Run grâce à la réaction de son arrière-garde. La retraite de Pope vers Centreville s'effectue néanmoins dans la précipitation. Le jour suivant, Lee ordonne à ses hommes de se lancer à la poursuite de l'armée de l'Union en déroute.

### Bataille de Chantilly
Jackson cherche à couper la retraite de l'Union par un vaste mouvement de flanc. Le 1er septembre, à proximité de Chantilly Plantation, sur la route de Little River, il lance ses hommes contre deux divisions fédérales commandées par les major-généraux Philip Kearny et Isaac Stevens. Les assauts confédérés sont arrêtés par une défense acharnée, au milieu d'un violent orage. Deux généraux de l'Union, Stevens et Kearny, sont tués. Comprenant que son armée est toujours en danger à Fairfax, où elle se trouve, Pope décide poursuivre sa retraite vers Washington.

## Conséquences
La campagne fut coûteuse pour les deux camps, même s'il est vrai que Lee fut plus économe de ses hommes. Les pertes de l'Union s'élevaient à 16 054 (1 724 tués, 8 372 blessés, 5 978 capturés ou disparus), sur un total de 75 000 soldats engagés, des pertes comparables à celles enregistrées lors de la bataille de Sept Jours, deux mois auparavant. Du côté confédéré, les pertes s'élevaient à 9 197 (1 481 tués, 7 627 blessés, 89 capturés ou disparus), sur un total de 48 500.
« 
L'Armée de Virginie du Nord y gagna ce moral splendide qui les mit à égalité avec des forces deux fois supérieures en nombre & qu'il ne perdirent jamais, même lors de la reddition à Appomattox. Et la confiance que leur vouait [Lee], & celle qu'ils lui accordaient, étaient tellement comparables que personne ne peut dire laquelle était supérieure.

— Edward Porter Alexander, Fighting for the Confederacy.
 »
La campagne avait été un triomphe pour Lee et ses deux principaux adjoints. L'historien militaire John J. Hennessy la décrit comme la plus grande de ses campagnes, « le mariage le plus parfait entre stratégie et tactique qu'il atteindrait jamais ». Il contrebalança initiatives audacieuses et nécessaires précautions et sut distribuer les tâches à ses subordonnés pour en obtenir le meilleur effet. La marche de contournement de Jackson (54 miles parcourus en 36 heures pour se placer dans le dos de l'ennemi) constitue, selon lui, « la manœuvre la plus audacieuse du genre pendant la guerre, et Jackson l'exécuta à la perfection ». L'attaque de Longstreet, le 30 août, « opportune, puissante et rapide, passa plus près de détruire l'armée de l'Union qu'aucune autre après elle ».
Pope, battu par Lee, se retrouva pratiquement assiégé dans Washington. Sans les liens politiques et personnels qui le liaient à Lincoln, sa carrière militaire était terminée. Il fut transféré à Milwaukee au commandement du Department of the Northwest, où il livra la guerre des Dakotas de 1862.
Le major-général George McClellan prit alors le commandement de toutes les forces de l'Union autour de Washington, et son Armée du Potomac absorba les unités de l'Armée de Virginie, qui fut dissoute le 12 septembre 1862.
Le 4 septembre, débarrassé de Pope et voyant McClellan occupé à réorganiser ses troupes, Lee dirigea son armée vers le nord pour passer le Potomac et envahir le Maryland, lançant la campagne du Maryland qui allait voir se dérouler les batailles de Harper's Ferry, South Mountain, et d'Antietam.

## Pour aller plus loin
- (en) Stackpole, Edward J. From Cedar Mountain to Antietam. Mechanicsburg, PA: Stackpole Books, 1993.  (ISBN 0-8117-2438-7).